# Соколя-Домброва
Соколя-Домброва (пол. Sokola Dąbrowa, нім. Falkenwalde) — село в Польщі, у гміні Бледзев Мендзижецького повіту Любуського воєводства.
Населення — 234 особи (2011).
У 1975-1998 роках село належало до Гожовського воєводства.

## Демографія
Демографічна структура станом на 31 березня 2011 року:
|          | Загалом | Допрацездатний вік | Працездатний вік | Постпрацездатний вік |
| -------- | ------- | ------------------ | ---------------- | -------------------- |
| Чоловіки | 122     | 21                 | 86               | 15                   |
| Жінки    | 112     | 19                 | 57               | 36                   |
| Разом    | 234     | 40                 | 143              | 51                   |